# Андріс Берзіньш (прем'єр-міністр Латвії)
Андріс Берзіньш (4 серпня 1951 , Рига ) — латвійський політик, мер Риги у 1997—2000 роках, восьмий прем'єр-міністр Латвії.

## Біографія
Народився в Ризі, потім жив в Огре. Вивчав історію та філософію в Латвійському університеті. Спочатку працював шкільним учителем, але невдовзі перейшов на адміністративну роботу.
За часів радянської влади працював у Державному комітеті з професійної технічної освіти й Комітеті з праці та соціальних питань, від 1979 до 1989 року був членом КПРС.
Після відновлення незалежності Латвії обіймав посади заступника директора Департаменту соціального забезпечення Міністерства економіки (1990—1992), заступника міністра й директора департаменту праці в Міністерстві добробуту (1992—1993). 1997 року був обраний на посаду мера Риги, а від 2000 до 2002 року очолював уряд країни.
Після провалу партії Латвійський шлях на виборах 2002 року Берзіньш уже наступного року подав у відставку з посади голови партії та безуспішно брав участь у виборах до Європарламенту (2004) та до ризької міської ради (2005). Однак уже в жовтні 2006 року Берзіньша обради до лав 9-го Сейму, де отримав місце в комітеті закордонних справ, а також очолив фракцію блоку Латвійська перша партія/Латвійський шлях. До складу 10-го Сейму потрапити за результатами виборів Берзіньш не зумів, однак у квітні 2011 року він замінив Інезе Шлесере, яка народила дитину й пішла у відпустку. до 11-го Сейму ані Берзіньш, ані його однопартійці пройти не змогли.
Станом на 2021 рік очолює Об'єднання дорожніх будівельників.